# Michael Ancher
Michael Ancher (Frigaard, Bornholm, 9 juni 1849 - Skagen, 19 september 1927) was een Deens kunstschilder. Hij wordt wel geassocieerd met het impressionisme.

## Leven en werk
Ancher werd geboren in een koopmansfamilie. In 1870 verhuisde hij naar Kopenhagen, volgde daar tekenlessen en ging er vervolgens naar de kunsthogeschool. Hij exposeerde voor het eerst in 1874 en ondernam diverse reizen, onder andere naar Parijs en Italië.

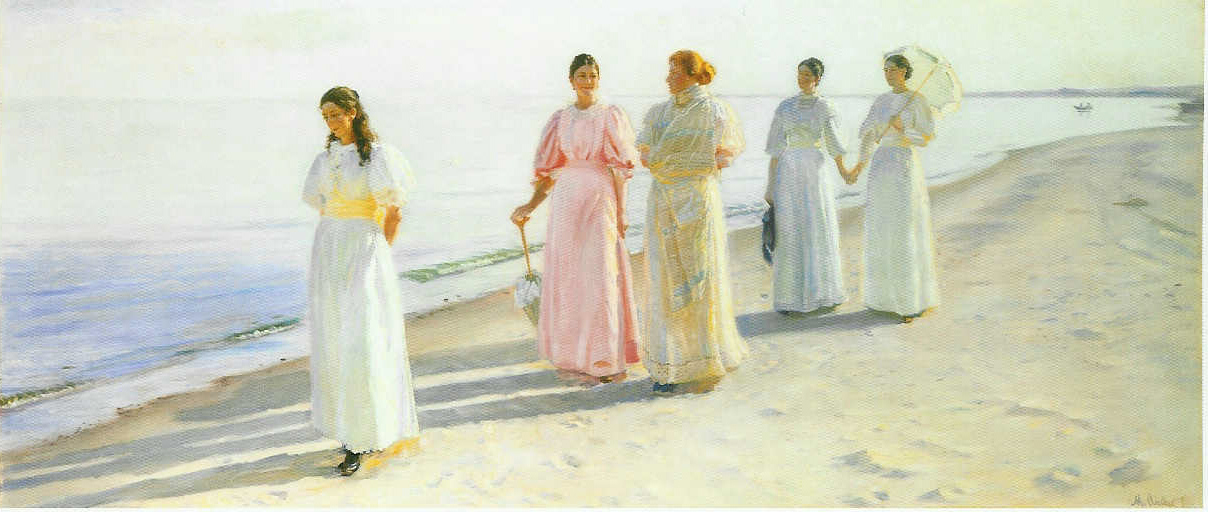
Wandeling op het strand van Skagen

Terug in Denemarken vestigde hij zich vervolgens op het noordelijke eiland Skagen, waar van oudsher al veel kunstenaars naartoe trokken. In 1880 huwde hij Anna Brøndum, wier vader er een hotel dreef waar hij vaak verbleef. In 1885 maakten beiden een reis door Nederland en België, met name om de door hen bewonderde Hollandse en Vlaamse meesters te bestuderen.
Michael en Anna Ancher zouden gedurende de laatste twee decennia van de negentiende eeuw deel uitmaken van de bekende kunstenaarskolonie van de Skagenschilders, waartoe onder anderen ook Peder Severin Krøyer en Christian Krohg behoorden. Michael schilderde aanvankelijk in een traditioneel-academische stijl, maar onder invloed van zijn vrouw en andere schilders te Skagen ging hij allengs meer met kleur experimenteren. Zo ontwikkelde hij een gevarieerde stijl die vaak het midden hield tussen naturalisme en impressionisme, waarbij hij compositorisch over het algemeen vast bleef houden aan zijn klassieke manier van werken. De combinatie van stijlen levert uiteindelijk verrassend moderne werken op.
Samen met zijn vrouw was Michael Ancher aanwezig op belangrijke internationale tentoonstellingen, zoals de wereldtentoonstelling van 1889 te Parijs en in 1893 te Chicago. Hij werd onderscheiden met de Orde van de Dannebrog.
Michael Ancher overleed in 1927, op 78-jarige leeftijd, acht jaar voor de dood van Anna. Het voormalig huis annex studio van Anna en Michael in Skagen is sinds 1964 een museum, gewijd aan de Skagenschilders. Sinds 2004 siert het portret van Anna en Michael het 1000 kroonbiljet van Denemarken.

## Galerij

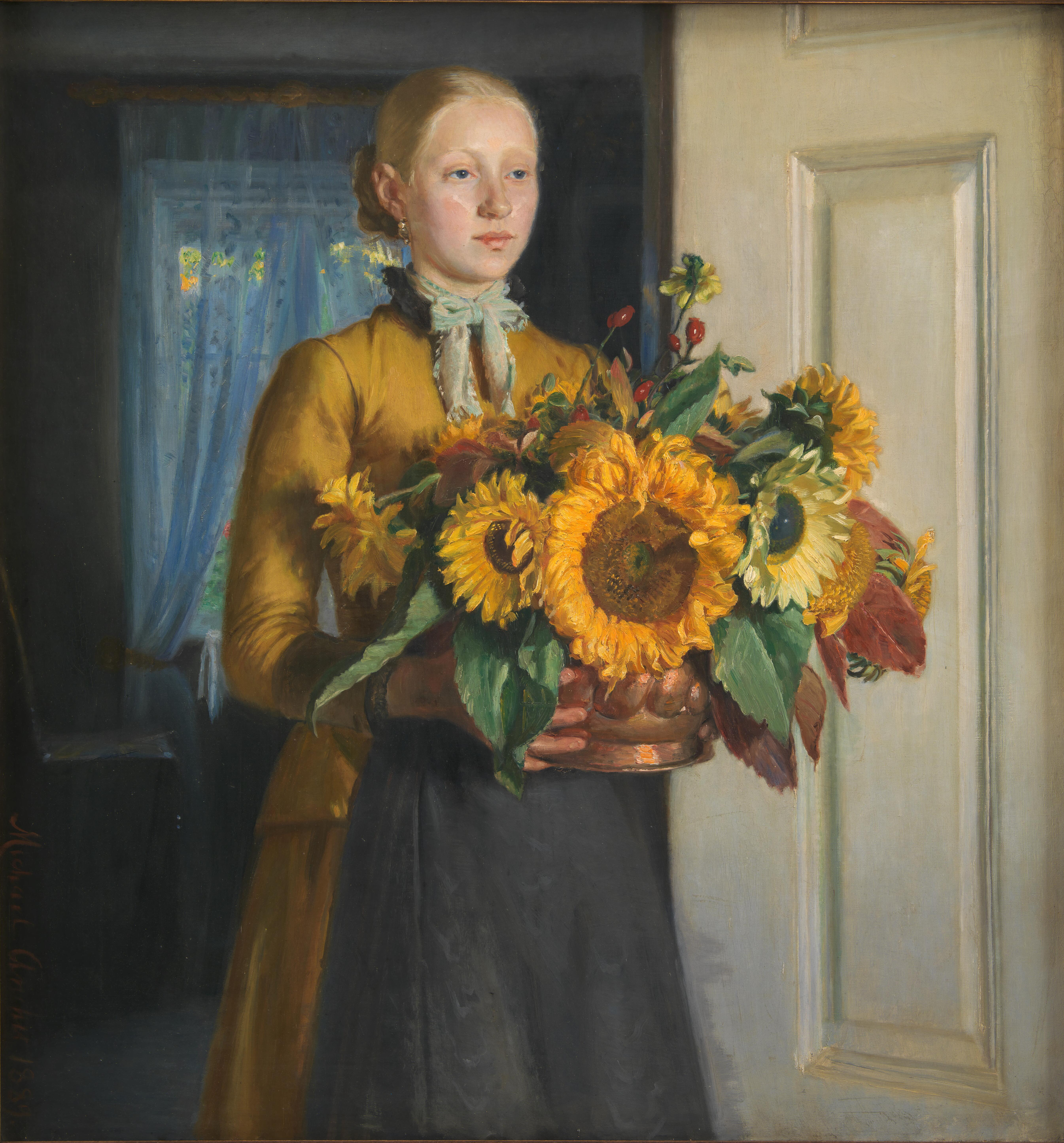
Meisje met zonnebloemen
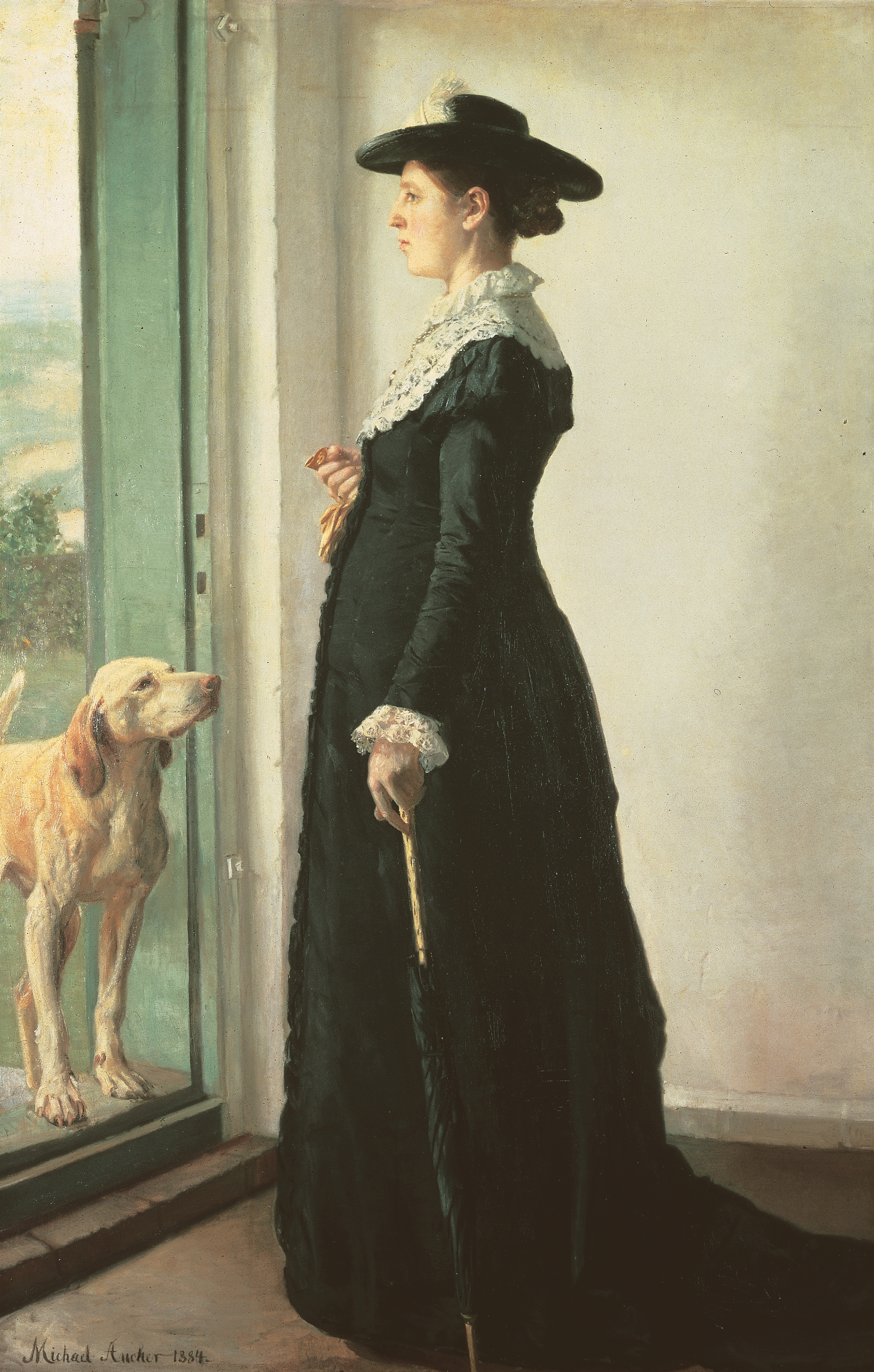
Portret van mijn vrouw. De schilderes Anna Ancher
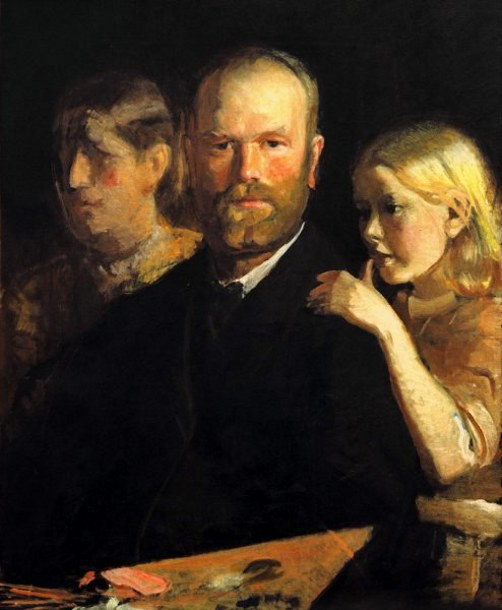
Zelfportret met Anna en Helga
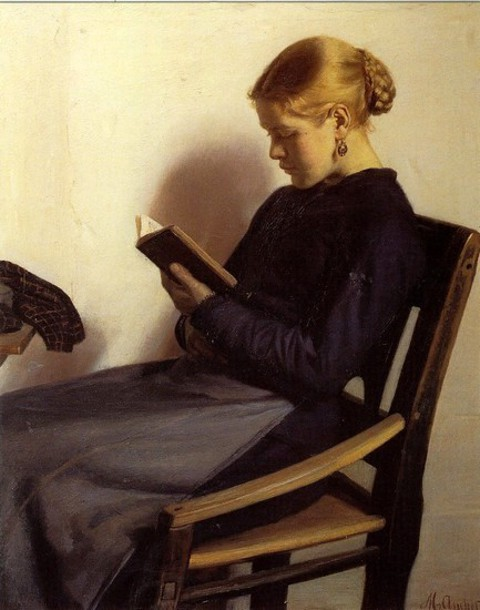
Een jong meisje, lezend
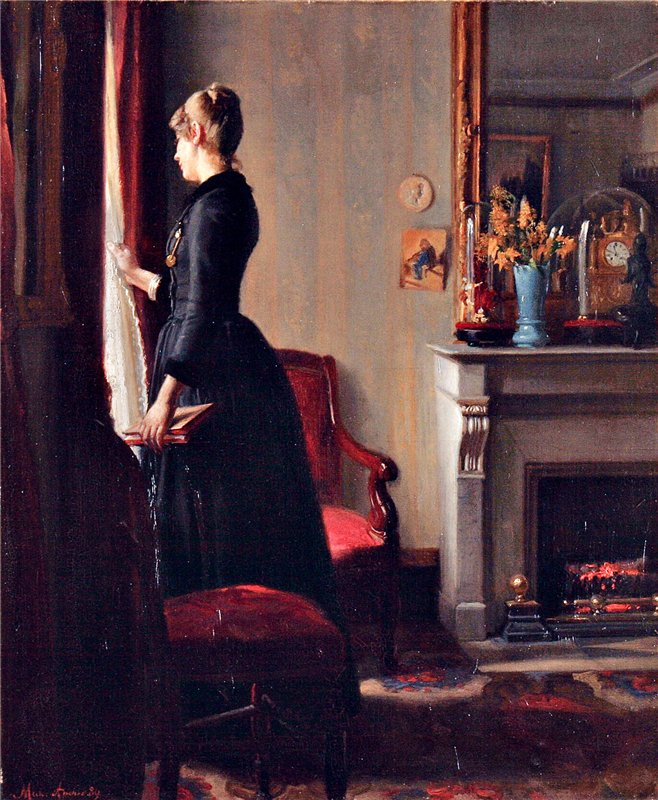
Marie Krøyer in Parijs, 1889
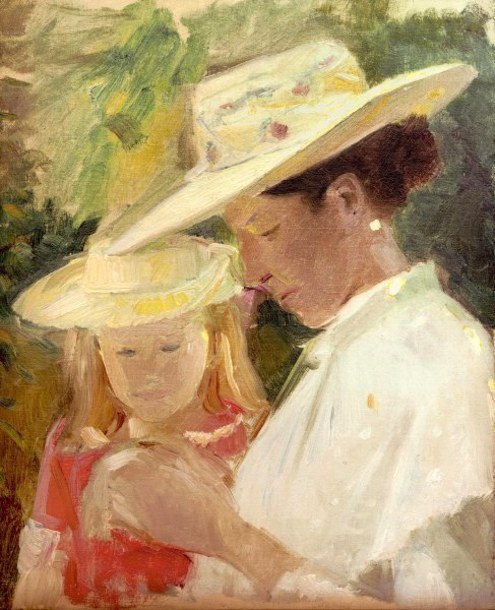
Anna met Helga in de tuin
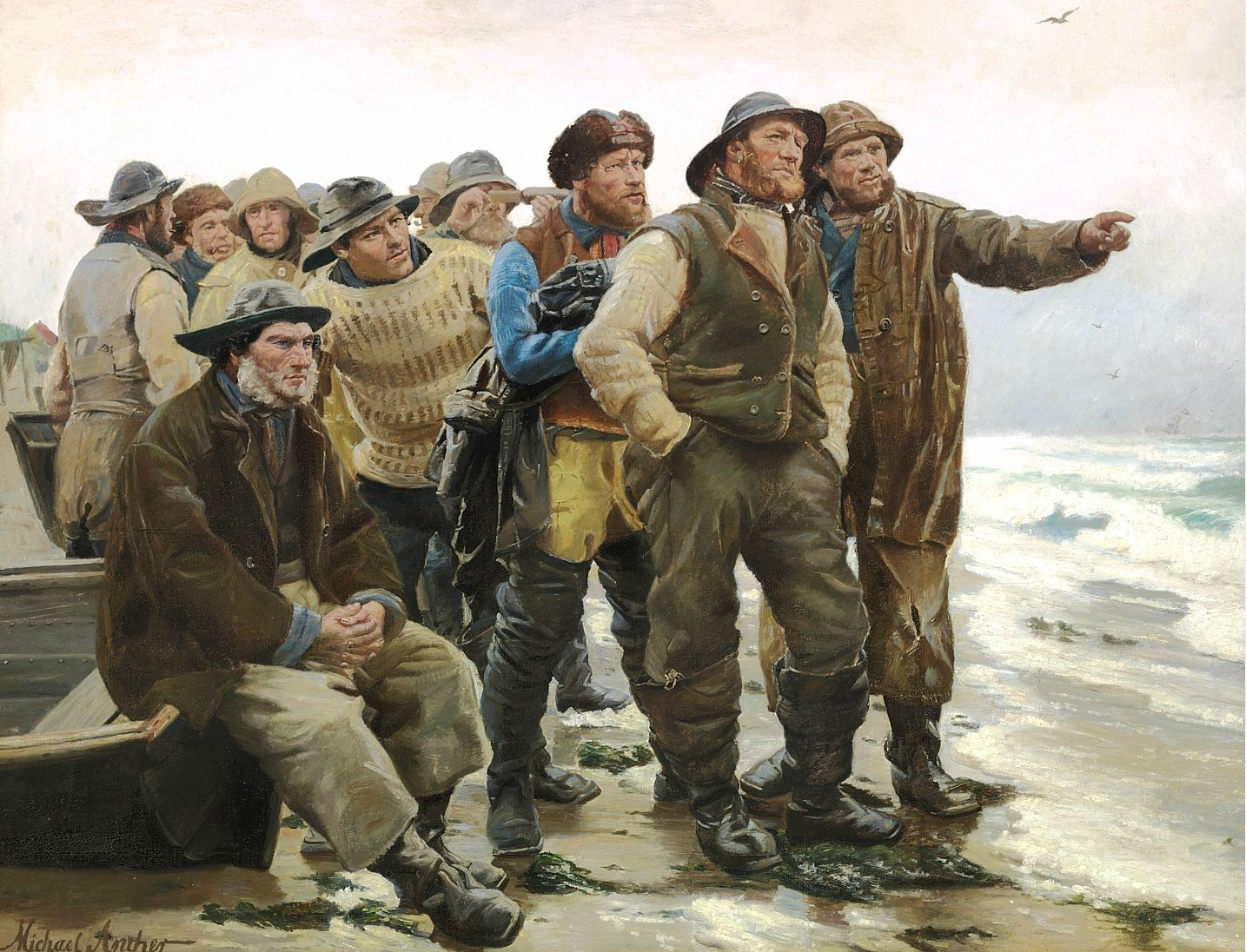
Haalt hij het om de punt heen?
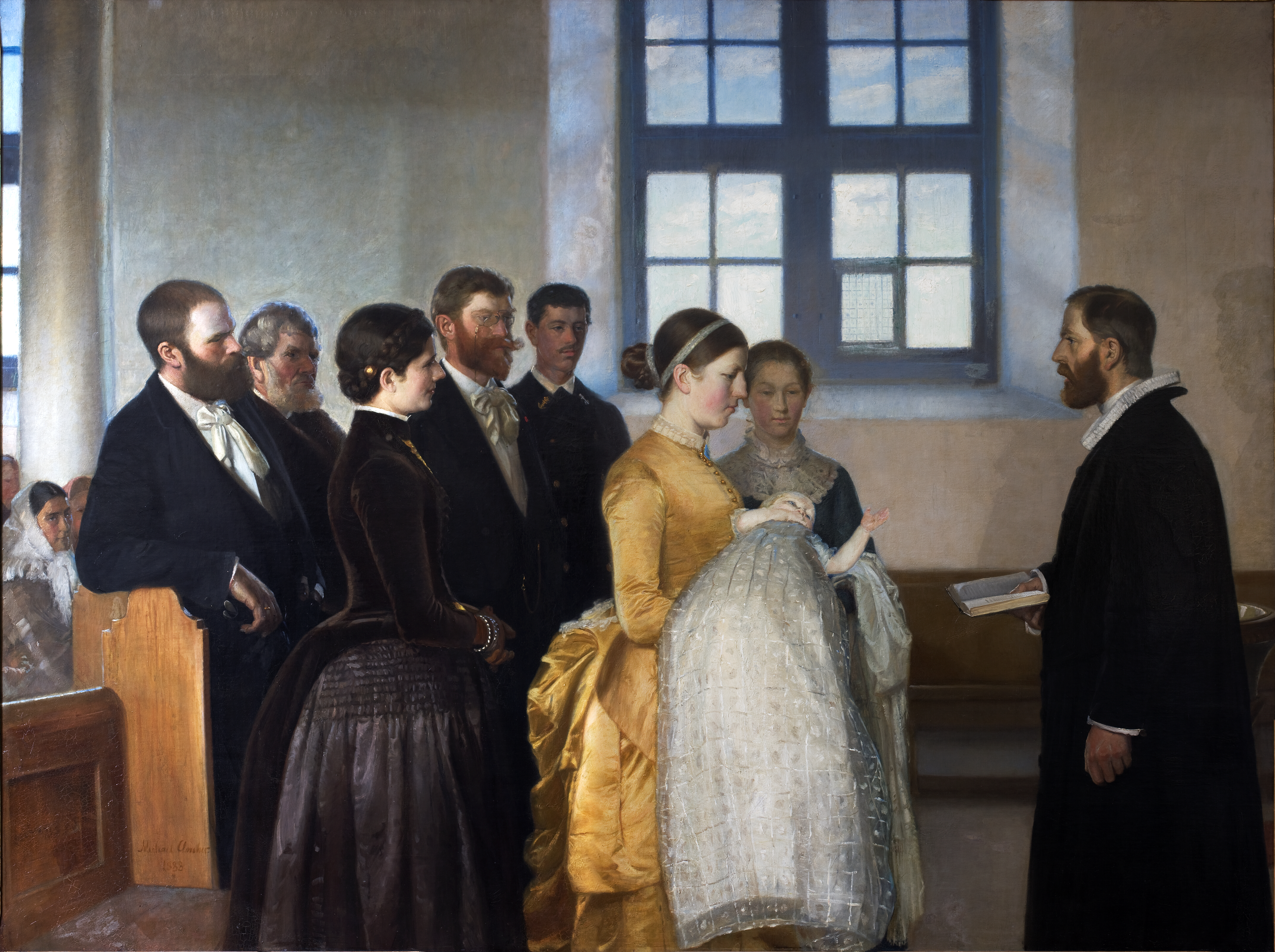
De doop
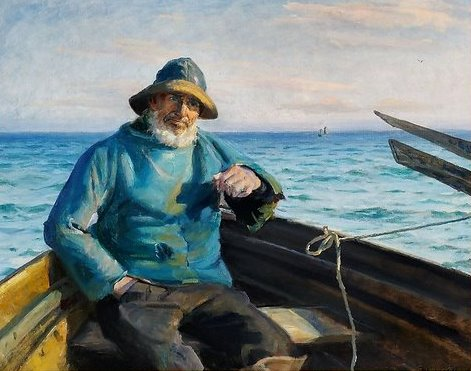
Visser uit Skagen
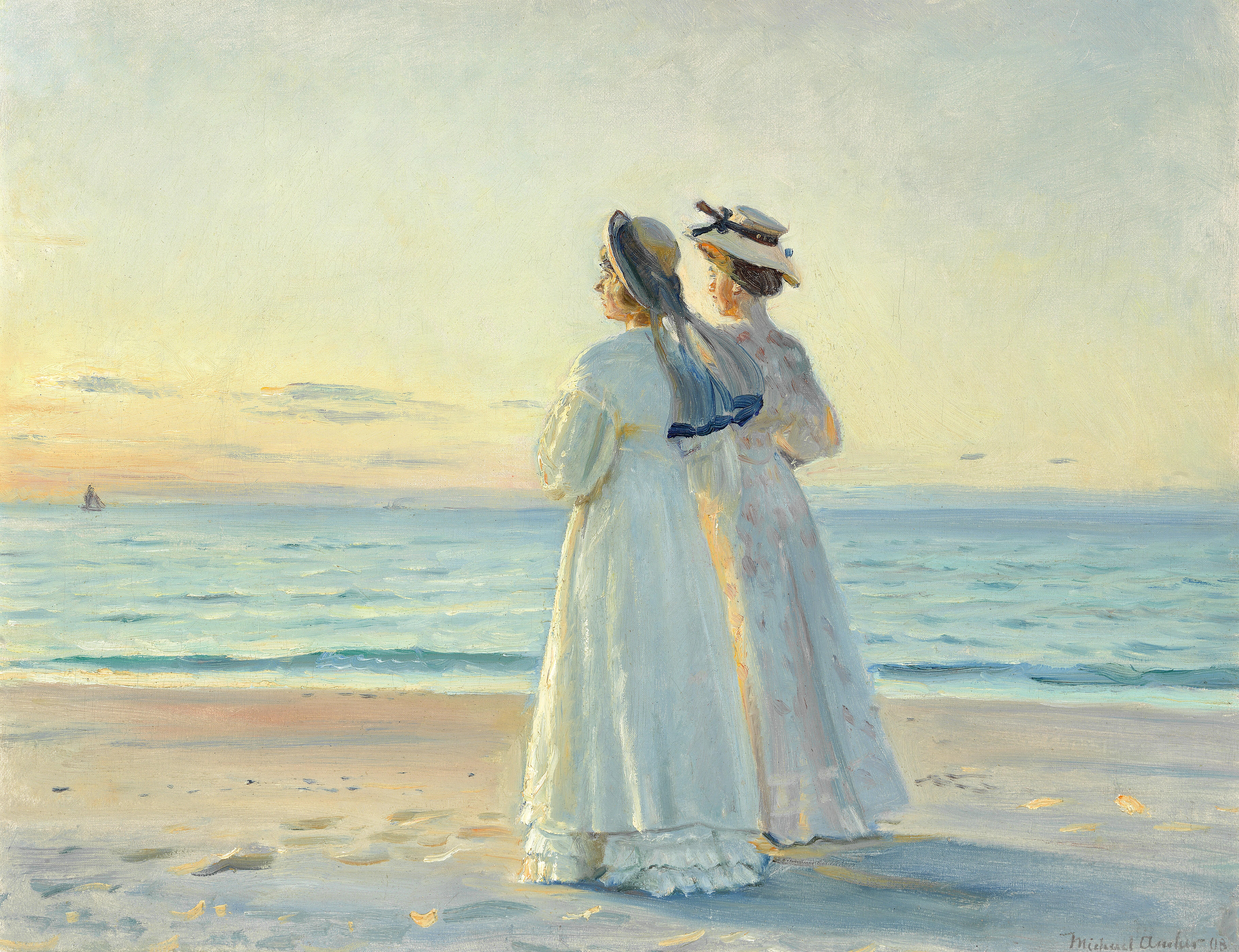
Twee vrouwen op het strand van Skagen
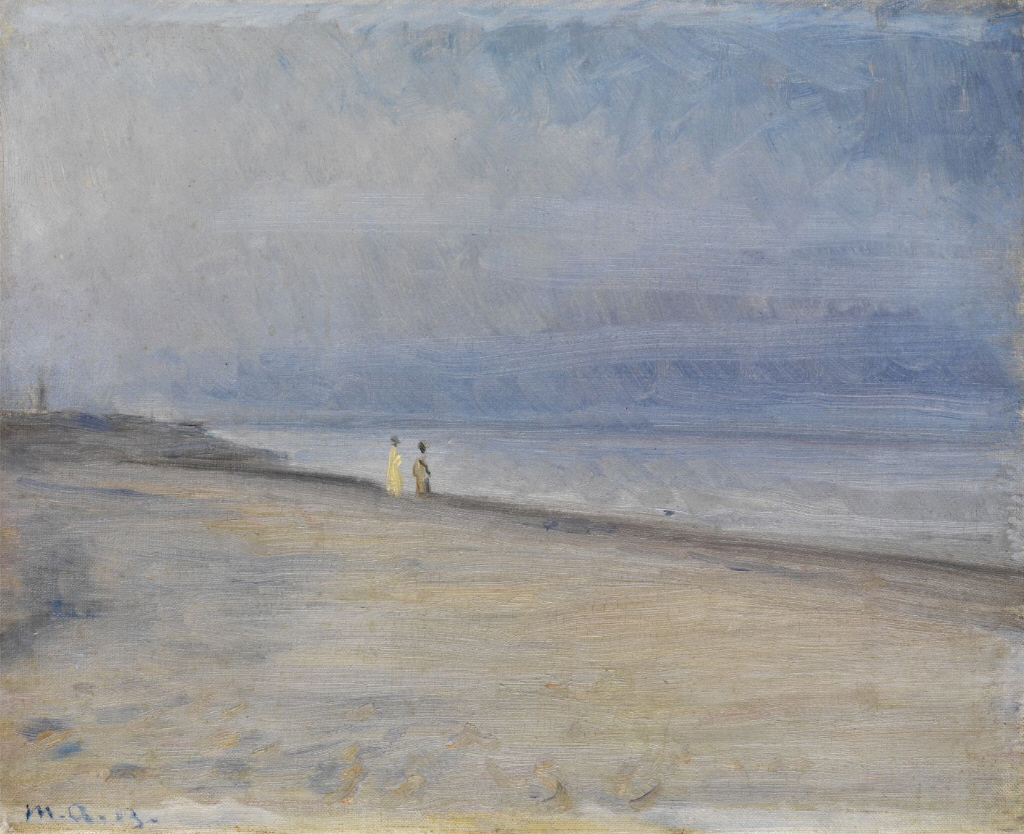
Strandscène